# Аль-Хакам I
Абу аль-Ас аль-Муртазі Аль-Хакам I бе Гішам (*араб. أبو العاص “المرتضى” الحكم بن هشام; 771 — 21 травня 822) — 3-й емір Кордови у 796-822 роках.

## Життєпис
Походив з династії Омеядів. Другий син еміра Гішама I. Після ув'язнення старшого брата став спадкоємцем трону, який успадкував після смерті батька у 796 році. Того ж року відправив війська, що сплюндрували землі на півночі Каталонії.
Втім із самого початку стикнувся з амбіціями своїх стрийків Сулеймана і Абдулли, що повернулися з Марокко. При цьому вони відправили посланців до двору Карла I, короля франків з проханням про допомогу.
Разом з тим аль-Хакам I у 797 році завдав поразки військам Сулеймана, який відступив до Меріди, де його було схоплено, після цього у 798 році за наказом еміра страчено разом з своїм родичем Зафаром. У 801 році Абдалла зазнав поразки й запроторений до в'язниці в Валенсії. З 798 року розпочалися ситучки з франками за Балеарські острови.
У 797 році відправив війська проти Астурії, які спустошили місто Калахора, область аль-Кіла (в подальшому Кастилія), дійшовши до Біскайської затоки.
Втім того ж року довелося придушувати повстання в Тулайтулі (Толедо). Військовик еміра Амр ібн-Юсуф захопив місто, стративши заколотників з числа місцевої знаті.
В 799 році війська васконів при підтримці Франкської імперії зуміли захопити Памплону, вбивши місцевого валі (намісника). З цього моменту починається борротьба емірату з франками та басками. У 800 році війська франків сплюндрували міста Уеска і Леріда. У 801 році мусульмани зазнали нової поразки від християн на чолі з Альфонсо II, королем Астурії. Тоді франки зуміли відвоювати частину Каталонії разом з Барселоною, утворивши у 806 році Іспанську марку, яка до 812 розширилася до річки Ебро.
У 806 році було викрито змову знаті, яка намагалася повалити еміра, поставивши замість нього родича Мухаммеда ібн аль-Касіма. За наказом аль-Хакама I 72 аристократів на чолі з Яґ'я бін Мударом було вбито на бенкеті і розп'ято вздовж берегів річки Гвадалквівір. Після цього створив особисту охорону з рабів-християн (більша частина складала слов'яни), що отримала назву «муті». Її очолив перейшовший в іслам вестгот аль-Хараш, з числа вестготів призначив збирача податків Рабі.
У 807 році довелося придушувати повстання берберів в Мериді. У 808 році придушено повстання в Толедо. У 809 році війська еміра зуміли зняти облогу франків з міста Тортоса. У 810 році міста Коїмбра, Лісабон зазнали атаки франко-астурійських військ.
У 813 аль-Хакам I відправив війська для захоплення Барселони, але вони зазнали поразки. Водночас під час володарювання цього еміру на півночі Піренеїв посилився вплив арабізованого роду Бану-Касі (вели свій рід від вестготського аристократа Кассія, що прийняв іслам).
У 816 році відправив військовика Абд аль-Каріма ібн-Абд аль-Вахіда на допомогу Ініго Інігеса, що боровся проти франків, чим сприяв поверненню під контроль північно-західних районів Піренейського півострову. Водночас війська аль-Хакама I сплюндрували Галісію. Того ж року північні райони емірату потерпали від посухи. Задля попередження голоду аль-Хакам I наказав безкоштовно роздавати їжу.
У 819 році придушив потужне повстання в Аль-Рібаду, передмісті Кордови, яке було спрямоване проти підвищення податків. В результаті аль-Хакам I наказав стратити 10 очільників міста, а потім їх родичів (загалом близько 300 осіб). Частина знаті втекла до Марокко, Єгипту, Криту, Ливану.
Помер емір у 822 році, владу успадкував його син Абдаррахман II, якого визначено спадкоємцем трону за 2 тижні до смерті аль-Хакама I.

## Характеристика
Описується як смаглявий, високий, з трохи кирпатим носом. Арабські автори відзначають схильність аль-Хакама I до тиранії. Разом з тим був схильний до справделивості. У боротьбі з супротивниками виявляв хоробрість. Відомий як красномовний оратор. Емір полюбляв кінні прогулянки, рибальства, вживав алкоголь.